# S 밴드
S 밴드는 2-4기가 헤르츠의 UHF, SHF 주파수 대역을 말한다.

## 레이다
레이다에서 매우 자주 사용되는 주파수 밴드이다.
F-22, F-35에 사용된 스텔스 도료는 X 밴드 레이다에 대한 저탐지 도료이다. X 밴드는 7.0-11.2 기가헤르츠 주파수 대역을 말한다. 따라서, 파장이 긴 S 밴드(2-4 기가헤르츠) 레이다에는 저탐지성이 제한적이다. 보다 파장이 긴 L 밴드(1-2 기가헤르츠) 레이다에서는 더욱 탐지되기 쉽다.
러시아 S-400 시스템의 91N6E S 밴드 AESA 레이다는 추적거리가 600 km이다.
미국 이지스 구축함은 AN/SPY-1 S 밴드 PESA 레이다를 사용한다.
AN/TPQ-53 레이다는 미국 록히드 마틴이 개발한 S 밴드 AESA 대포병 레이다이다.
X밴드 레이다는 S 밴드 레이다에 비해 상대적으로 적은 출력으로 장거리 고정밀 탐지, 추적이 가능하고 탄두와 기만체를 구분하는 능력이 뛰어나다. 이러한 이유로 사드는 정밀추적과 사격통제용으로 X 밴드 탐색 레이다를 사용한다.

## 가전제품
전자레인지, WiFi, 블루투스 모두 2.4GHz대역 주파수를 사용한다.
SKT와 KT 통신사는 3G 주파수 대역이 같다. W-CDMA 2.1GHZ 주파수를 사용한다. 그래서 휴대폰이 호환된다.

## 아마추어 무선
아마추어 무선에는 13 cm (2.4 GHz), 9 cm (3.4 GHz)의 2가지 밴드가 할당되어 있다.
2015년 6월 19일, 캘리포니아의 아마추어 무선사 2명이 2.4 GHz 밴드와 3.4 GHz 밴드에서 세계 최장거리 교신기록을 세웠다. N6NB는 하와이에서 렌터카에 아마추어 무전기를 장착해, 캘리포니아주의 W6IT와 교신에 성공했다. 2.3 GHz 02시 57분 UTC, 3.4 GHz 03시 00분 UTC에 교신을 했다. 교신거리는 4,024 km (2,495 마일)이다. 두 밴드에서 20여년 전에 SSB 음성교신으로 세운 세계기록 보다 2배 이상 장거리 교신에 성공했다.

## 다른 주파수 밴드
| L 밴드  | 1 to 2 GHz     |
| S 밴드  | 2 to 4 GHz     |
| C 밴드  | 4 to 8 GHz     |
| X 밴드  | 8 to 12 GHz    |
| Ku 밴드 | 12 to 18 GHz   |
| K 밴드  | 18 to 26.5 GHz |
| Ka 밴드 | 26.5 to 40 GHz |
| Q 밴드  | 30 to 50 GHz   |
| U 밴드  | 40 to 60 GHz   |
| V 밴드  | 50 to 75 GHz   |
| E 밴드  | 60 to 90 GHz   |
| W 밴드  | 75 to 110 GHz  |
| F 밴드  | 90 to 140 GHz  |
| D 밴드  | 110 to 170 GHz |